# Street Survivors
Street Survivors är ett musikalbum av Lynyrd Skynyrd som lanserades oktober 1977 på MCA Records. Skivan utgavs tre dagar innan gruppen var med om den flygolycka som tog livet av tre av gruppens medlemmar, dess road-manager och flygplanets piloter. Det blev gruppens enda album med gitarristen Steve Gains som då nyligen ersatt gitarristen Ed King. I sviterna av denna händelse ändrades skivans originalomslag vilket var en bild på gruppen omgiven av eldflammor till en mer neutral bild. Originalbilden har sedan dykt upp på nyutgåvor av albumet. Skivan kom att bli gruppens bäst placerade på Billboard 200 i USA, och den inledande låten "What's Your Name" blev en ganska stor singelframgång och nådde #20 på Billboard Hot 100.

## Låtlista
1. "What's Your Name" - 3:30
2. "That Smell" - 5:47
3. "One More Time" - 5:03
4. "I Know a Little" - 3:26
5. "You Got That Right" - 3:44
6. "I Never Dreamed" - 5:21
7. "Honky Tonk Night Time Man" - 3:59
8. "Ain't No Good Life" - 4:36

## Listplaceringar
- Billboard 200, USA: #5[1]
- UK Albums Chart, Storbritannien: #13[2]